# Servei d'Informació de la Presidència del Govern
El Servei d'Informació de la Presidència del Govern (SIPG) va ser un servei d'intel·ligència que va existir durant la Dictadura franquista.

## Història
Va ser creat en l'època de la presidència de Luis Carrero Blanco, amb la missió original de vigilar les universitats encara que més tard també es van afegir a les seves tasques l'espionatge de sacerdots i el moviment obrer. Després de produir-se la "Revolució dels Clavells" a Portugal, el SIPG també es va dedicar a l'espionatge dins de les Forces armades franquistes. També es va veure implicat en el suport de grups d'extrema dreta i en atemptats o actes de "guerra bruta" contra grups de l'oposició antifranquista. Va ser per això que als seus agents se'ls va arribar a conèixer com els "homes de Carrero". El SIPG va desaparèixer el 2 de novembre de 1977 en integrar-se en el Centre Superior d'Informació de la Defensa (CESID).
Des de la seva creació fins a 1974 va estar dirigit pel coronel José Ignacio San Martín.